# ماركو نيجري
ماركو نيجري (بالإيطالية: Marco Negri)‏ (27 أكتوبر 1970 ميلانو إيطاليا - ) هو لاعب كرة قدم إيطالي يلعب كمهاجم.

## روابط خارجية
- ماركو نيجري على موقع قاعدة بيانات كرة القدم.إي يو (الإنجليزية)
- ماركو نيجري على موقع Soccerbase.com (لاعب) (الإنجليزية)
- ماركو نيجري على موقع عالم كرة القدم.نت (الإنجليزية)